# История на Янина
Историята на Янина на местото на съвременното поселище датира от средновековието.
Според предположения в близост до Янина се намирала античната Еврия, но за това няма археологически доказателства.
Счита се, че суфикса -ина е славянски по произход. По времето на Османски Епир името на града е картографирано като Яна.

## Първи сведения
Първото историческо сведение за града датира от 879 г. и е свързано с провеждащия се Четвърти константинополски събор и взелия участие в него епископ Захарий Янински.
Следващото споменаване на селището е в грамотите на Василий II Българоубиец. 
През ранното средновековие Янина е център на викарна епархия на Навпактската митрополия, но още със създаването на Охридска архиепископия става българска митрополия. Целият Епир с изключение на околностите на постфактум създадената Арта в Амбракия са заети при т.нар. славянско заселване на Балканите от новопридошлия от север народ. За старите гърци остават основно йонийските острови по крайбрежието, обособени в тема Кефаления. Селището попада в областта наричана Вагенетия.

## Развитие и просперитет
През 1082 г. градът е превзет от армията на Боемунд I Антиохийски, след битка при Дирахиум (1081). Норманите потягат средновековното селище и крепост, като през 12 век градът става регионален център. Градът още повече усилва значението си на регионален център след превземането на Константинопол (1204), понеже в него намира мир част от напусналата Константинопол столична византийска знат.
По-късно градът е един от регионалните центрове на Епирското деспотство, като водещ център в региона е гръцката Арта.
След пелагонийската битка Арта е превзета от победителите и значението на Янина още повече натежава, понеже обсадата ѝ е неуспешна. Янина влиза номинално в състава на възстановената от Палеолозите Византийска империя около 1284 г., но регионалния сепаратизъм е силен и през 1290 г. или 1292 г. армията на византийския император неуморно обсажда укрепения град Янина. През 13 век Янина е вече със сигурност силна и непристъпна крепост със здрава крепостна стена, църкви и богати имения. При обсадата на Арта през 1304 г. от армията на Карл II Анжуйски, Анна Палеологина напуска епирската столица и се укрива зад крепостните стени на града.
През 1318 г. Янина е завладяна окончателно за Византийската империя, а през февруари 1319 г. император Андроник II Палеолог издава хрисовул, с който се регламентират привилегиите на града – местното самоуправление, освобождаването от някои налози и други. От текста на хрисовула става ясно, че по това време освен християни Янина е населявана и от „много евреи“. Дадените привилегии слагат началото на постепенното обособяване и издигане на Янина за регионален и общоепирски център, за сметка на новогръцката Арта, около която се формира самостоятелно Артско деспотство.
От 1358 до 1416 години Янина е вече столица на Епирското деспотство, след като територията на последното е завладяна и присъединена към царството на Стефан Душан през 1348 г. След смъртта му е интегрална част от т.нар. Епирско царство на царския полубрат – Симеон Синиша. В Янина и цял Епир се разпорежда като царски наместник Тома Прелюбович.
Според ръкопис от 1819 г. през 14 – 15 век в града е имало пет манастира и двадесет и пет църкви, от които осемнадесет са били в крепостта. На местото на двореца-сарая на Али паша Янински е имало храмов комплекс посветен на Христос Пантократор.

## Османски период
На 9 октомври 1430 г., като използва противоречията в деспотството, настъпили след възкачването на престола на Карло II Токо, и след като гарантира привилегиите на местното население, османският пълководец Синан завзема града.
През 16 век и до 1611 г. Яна запазва изцяло християнския си облик. През този период са издигнати само четири джамии, а като цяло през 16 век градът се характеризира с демографски растеж, което се установява от два османски дефтера от годините 1564 и 1579 със съответна информация. Градското население достига 7000 жители. В землището на Янина по това време е имало тридесет и шест християнски селища, а в града са живели само петдесет и осем мюсюлмански домакинства и тридесет и четири еврейски по описи.
Привилегированият статут на местните християни, и въобще стария християнски облик на града и околността, се запазват до 1611 г., когато избухва голям бунт на селяни-християни, водени от монаха Дионисий Философ. Въстаниците превземат Янина, вършейки редица опустошения и зулуми, но скоро след това османските власти си възвръщат контрола над региона. През 1613 г. половината християнски жители на Янина са изселени от укрепения град в предградията, а през 1618 г. и друга немалка част. В града остават да живеят само мюсюлмани и евреи, църквите са конфискувани и обърнати в джамии. През 1618 г. на мястото на най-старата църква е издигната голямата Аслан паша джамия (днес Етнографски музей на Янина). През 1635 г. с оглед на сигурност цялото християнско население на Яна е изправено преди дилемата или да приеме правата вяра или да загуби имуществото си.
От 1670 г. Епир и Тесалия са изведени от състава на Румелийски еялет и обособени по военностратегически съображения в самостоятелен Янински еялет заради венецианските стремежи за завладяването на Морея и довели до създаването на Кралство Морея на територията на Архипелага. Евлия Челеби през 1670 г. описва художествено образа на Янина. Градското кале се обитава само от мюсюлмани разделени на четири махали. Градът е разделен на тридесет и седем махали от които осемнадесет мюсюлмански, четиринадесет християнски, четири еврейски и една гюпти. След въстанието на Дионисий Философ Яна вече има през 17 век преобладаващо мюсюлмански облик с джамии, имарети, медресета и места на молитва на открито. В Яна се намирали и седем мюсюлмански манастира (дервишки текета). Евлия Челеби хвали много архитектурата на града по това време, като освен частните постройки се намирали и много обществени сгради (ханове, хамами и т.н.). Той също така описва и многобройни големи открити пространства като площади, кръстопът с кладенци и обширни гробища. В края на 17 век градът е проспериращ във всяко отношение, поради и което естествено се превръща в най-важния извънстоличен център на т.нар. новогръцко просвещение (преди да бъде изместен като просветителски център от съседното Москополе). Янина държи здрави търговски и други връзки с Венеция по това време. През 1677 г. в Яна е открито първото елинско училище от търговеца Еманюел Гкиома.
Евгений Вулгарис е преподавател в града през следващия 18 век.
През 1788 г. Янина е завладяна от регионалния лидер Али паша Янински и през следващите 33 години е център на неговите автономни владения по-известни като Янински пашалък. Янина и Видин на Осман Пазвантоглу по това време се превръщат в главни кърджалийски и опозиционни на Високата порта и Селим III – османски балкански центрове. През 1815 г., т.е. в годината на Виенския конгрес, е завършена известната и запазена до днес Янинска крепост.

## Присъединяване към Гърция
На 5 март* 1913 г., по време на Балканската война, гръцките войски завършват успешно обсадата на Янина, с което е ликвидиран последният център на османската съпротива в Македония и Епир.
След т.нар. малоазийска катастрофа, и с цел промяна на етническия облик на града, в него са заселени от Анадола много преселници. Те живеят обособени в отделни квартали (Анатоли и др.). През 1970 г. е открит Янински университет.
Днес Янина е един от регионалните центрове на Северна Гърция. Градът издига кандидатурата си на 25 февруари 2016 г. за европейска столица на културата през 2021 г.